# Dezize-lès-Maranges
Dezize-lès-Maranges là một xã trong tỉnh Saône-et-Loire, thuộc vùng Bourgogne-Franche-Comté của nước Pháp, có dân số là 191 người (thời điểm 1999). Xã cách Beaune khoảng 19 km và nổi tiếng vì rượu vang.

## Nhân khẩu học
| 1962 | 1968 | 1975 | 1982 | 1990 | 1999 |
| ---- | ---- | ---- | ---- | ---- | ---- |
| 194  | 230  | 206  | 218  | 206  | 191  |